# Chiesa di San Giovanni (Siamanna)
La chiesa di San Giovanni è una chiesa campestre situata in territorio di Siamanna, centro abitato della Sardegna centrale. Consacrata al culto cattolico, fa parte della parrocchia di Santa Lucia, arcidiocesi di Oristano.

La chiesa è ubicata su un piccolo colle a due chilometri circa dall'abitato. Edificata nel diciassettesimo secolo, dopo un periodo di abbandono è stata ristrutturata e riaperta al culto.